# Iodeto de molibdênio(III)

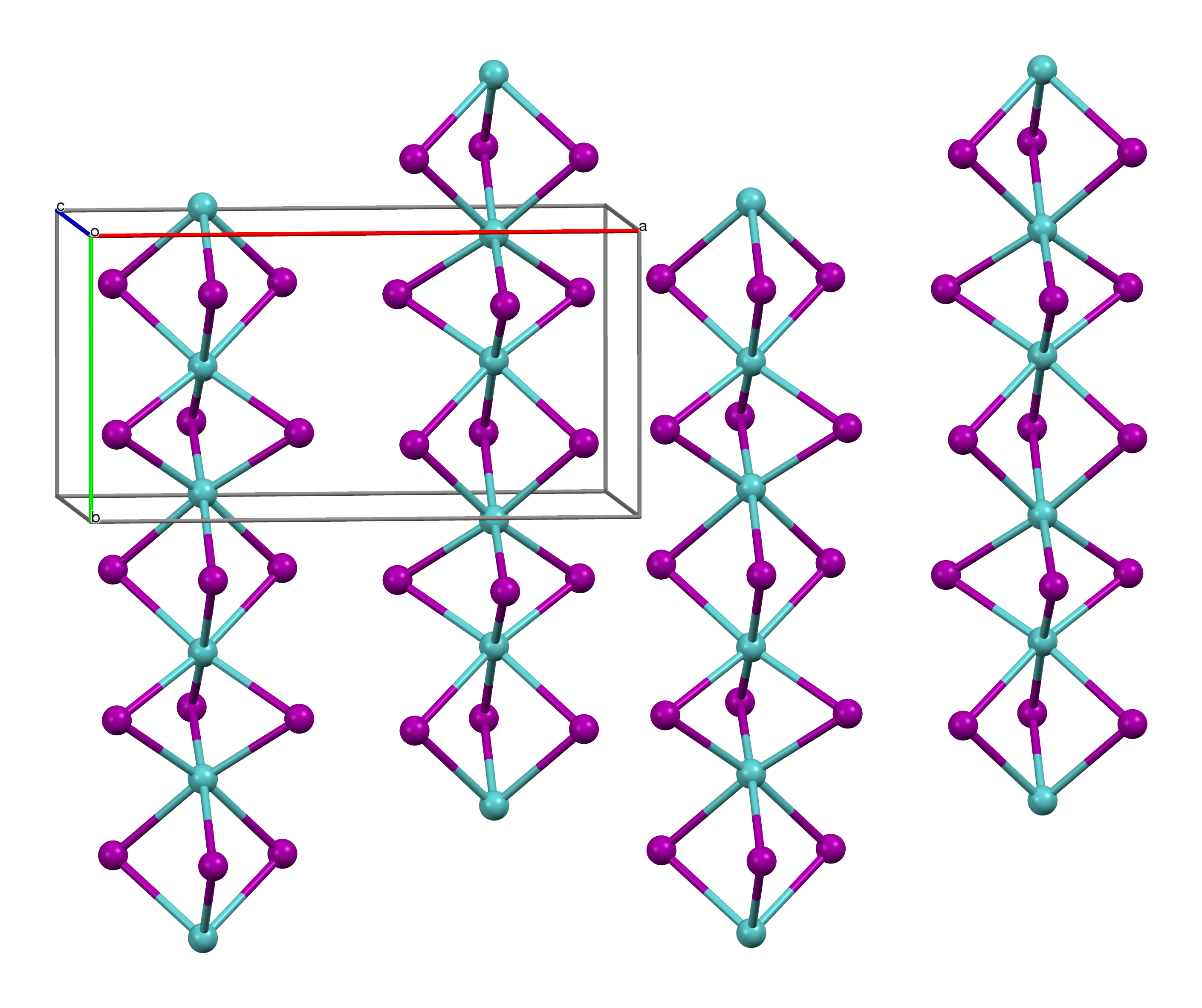
Molécula do composto.

Iodeto de molibdênio(III) é um composto inorgânico de fórmula química MoI3.